# Līgatne
Līgatne (en alemany: Ligat) és un poble al nord de la regió de Vidzeme Letònia del municipi de Līgatne (antigament Raion de Cesu). Es troba a la vall del riu Gauja.

## Descripció
El poble va ser construït al voltant d'una fàbrica de paper, encara existent, al riu Līgatne durant el segle xix.
La reserva coneguda com «Les Viaranys de la Natura de Līgatne» també es troba aquí, al Parc Nacional de Gauja, al bosc, junt la riba esquerra del riu Gauja aigua avall de la fàbrica de paper. Hi ha viaranys amplis a través de la reserva natural, tant per caminar com per al ciclisme, i hi ha una ruta separada per als cotxes. També hi ha instal·lacions per muntar a cavall i acampar.
La reserva va ser creada el 1975 per a la protecció i exposició de la diversitat d'espècies, tant de flora com animals, que siguin característics de Letònia. Els animals han estat rescatats de tota Letònia, ja sigui perquè van ser ferits, o perquè havien estat domesticats i no podrien sobreviure per si mateixos a la natura. La reserva conté ossos, linxs, ants, bisons europeus, cabirols i cérvols vermells.
La vall del riu Gauja conté formacions geològiques distintives, boscos, prats i plantes. Llocs particularment significatius són la roca Jumpraviezis, la roca Katriniezis, els penya-segats Gudui un dels pocs congosts de pedra arenosa del país: Paparzu Glen, conegut per les seves falgueres. Ligatne té nombroses coves als bancs verticals de pedra arenosa, que van ser excavades com a bodegues pels treballadors de la fàbrica de paper en temps tsarista.